# Weingarten (Wurtemberg)
Weingarten (pronunciación en alemán: /ˈvaɪ̯nˌɡaʁtn̩/ (escucharⓘ)) es una ciudad de Alemania, situada en el distrito de Ravensburg, dentro del estado federado de Baden-Wurtemberg.
Es una pequeña ciudad medieval, famosa por tener una de las mayores basílicas de Alemania. Tiene una animada vida estudiantil, ya que alberga la Escuela Superior de Ciencias Aplicadas de Ravensburg-Weingarten. Con 23.591 habitantes, forma una conurbación con la vecina ciudad de Ravensburg.

## Historia

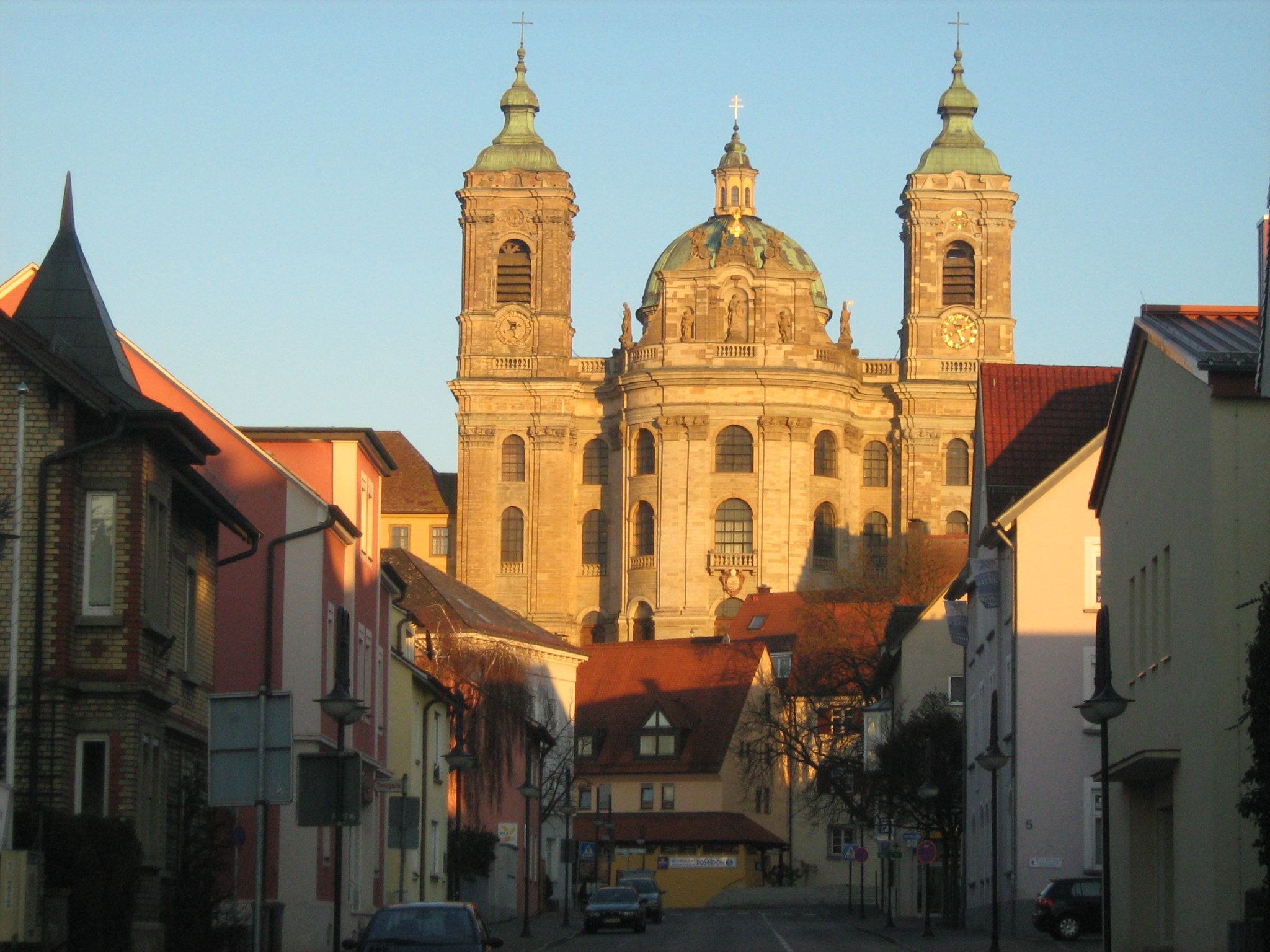
Basílica de Weingarten al atardecer.

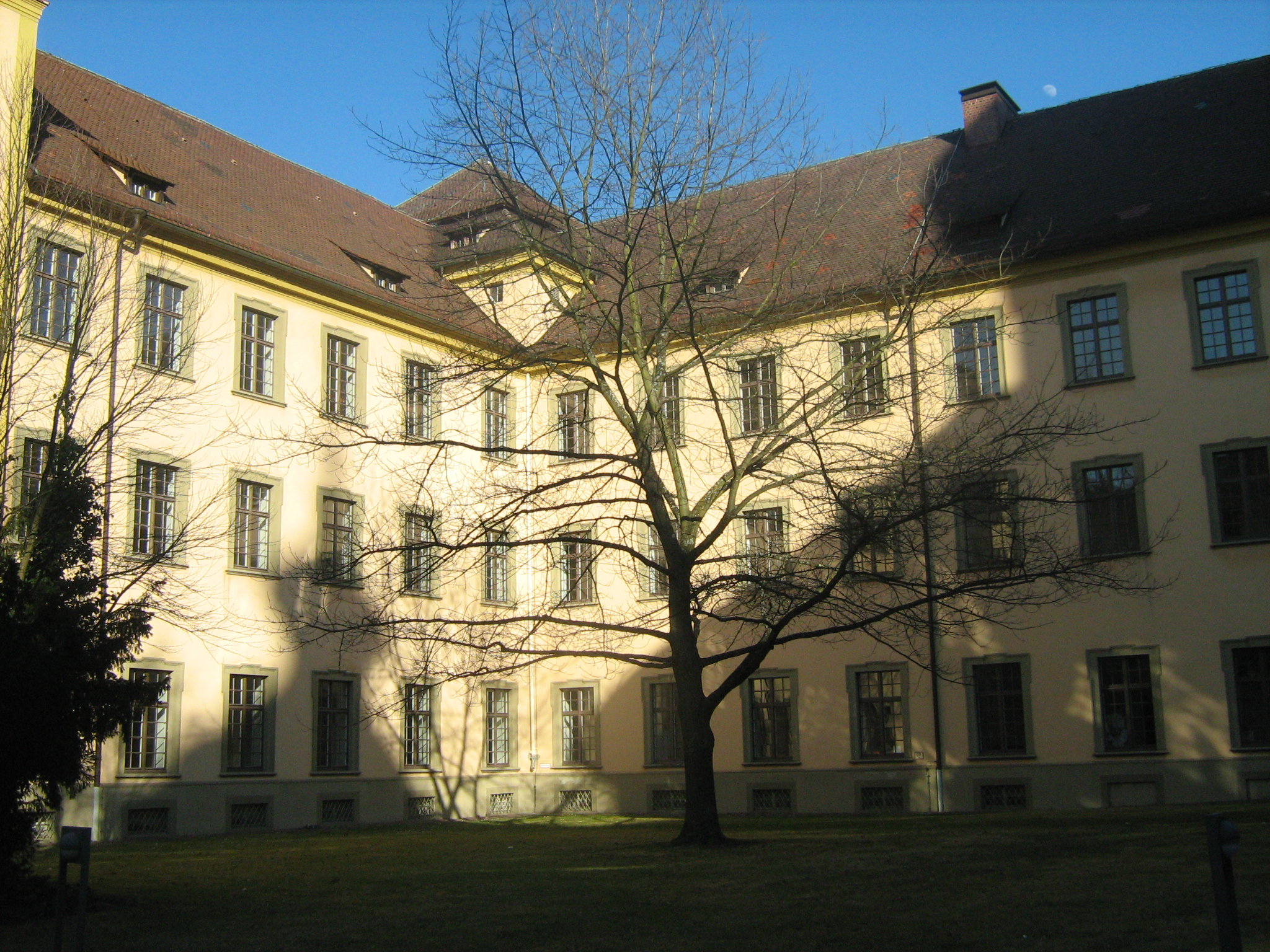
Interior de la Abadía.

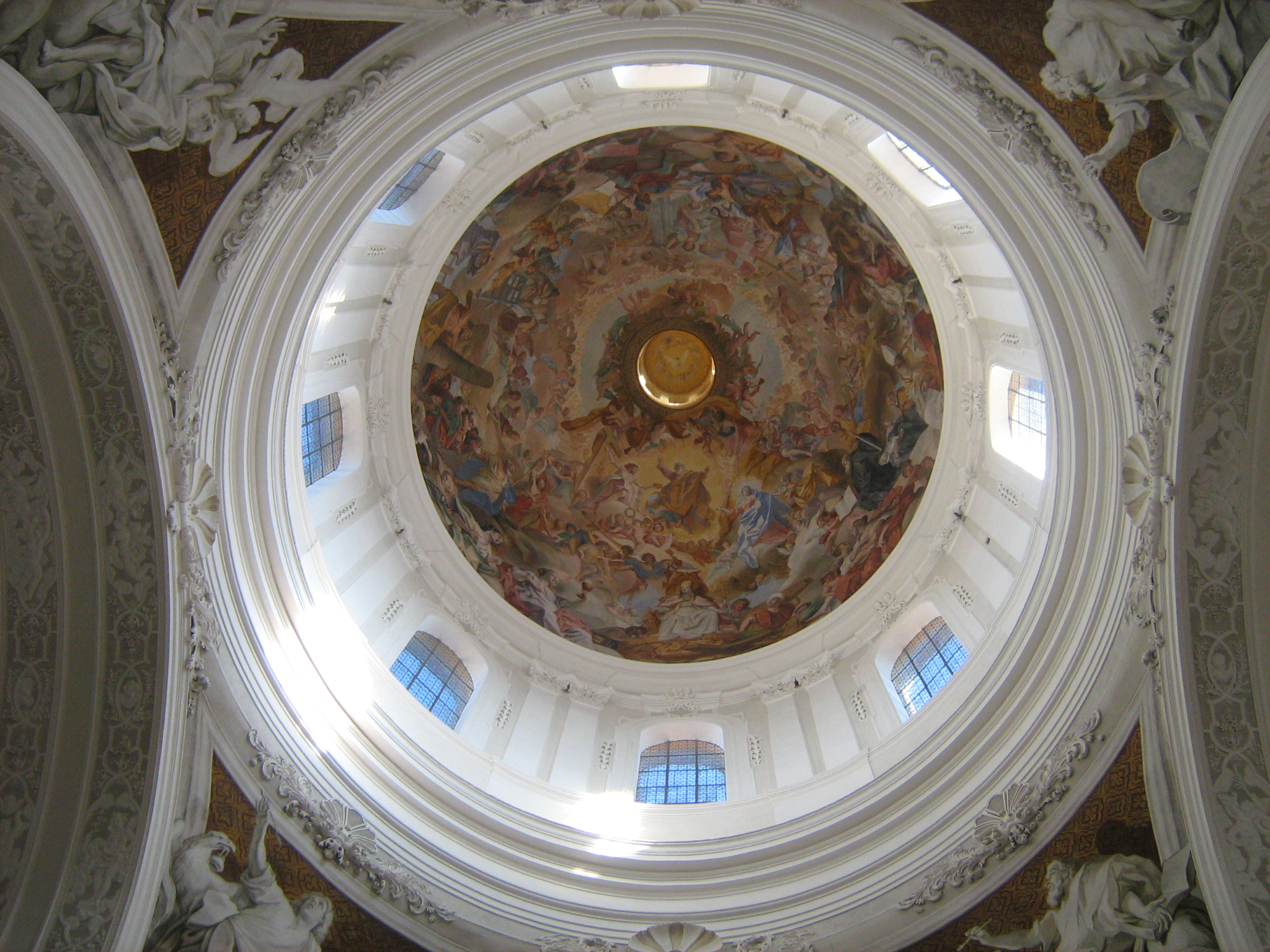
Frescos en el interior de la Basílica

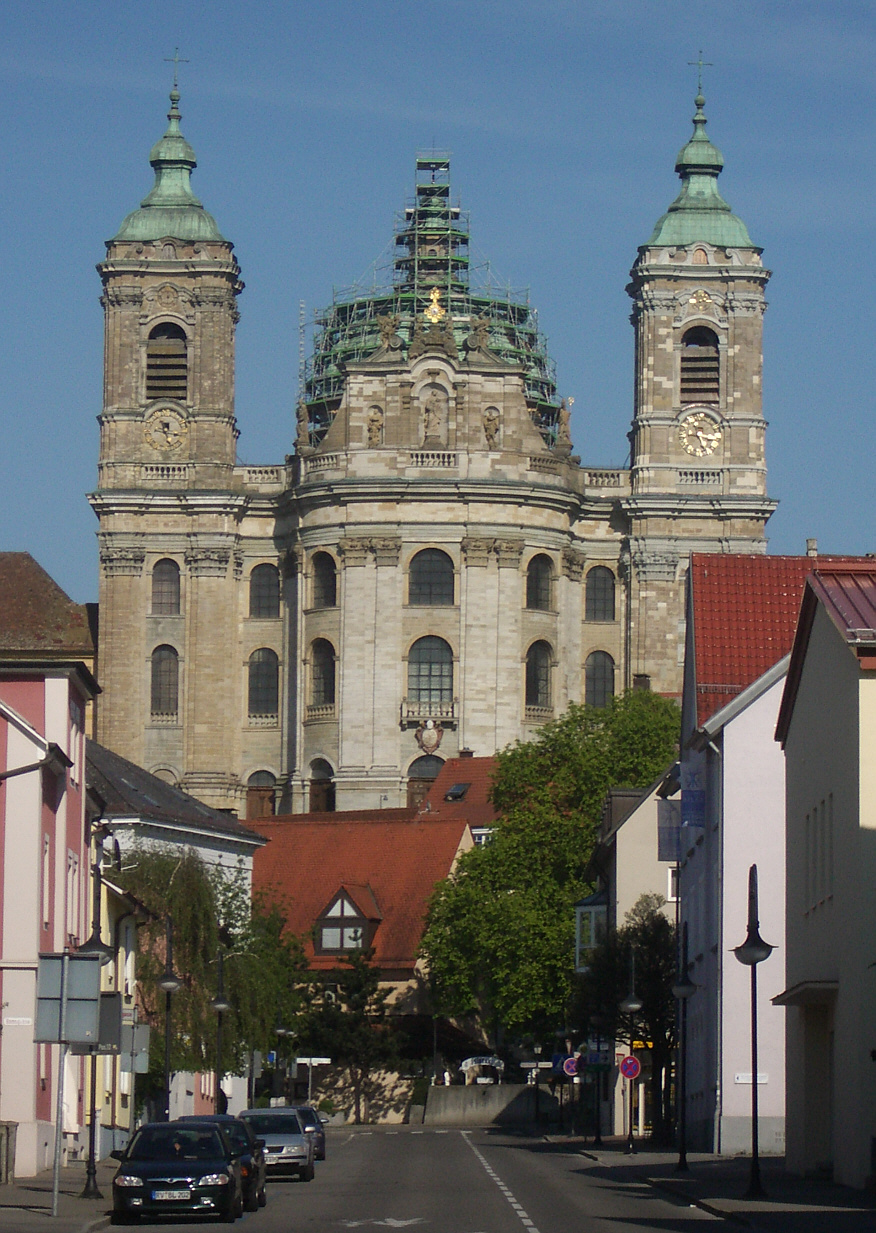
Basílica de Weingarten.

La población se llamaba al principio Altdorf, pero en 1865 su nombre pasó a ser Weingarten.
Dicho nombre proviene de la Abadía de Weingarten, construida en lo alto de la ciudad, compuesta por la abadía y la gran basílica que hay en su interior. Esta abadía fue una de las más ricas del sur de Alemania y poseía numerosas tierras y posesiones en la región, hasta la época de la secularización alemana.
En los siglos XIX y XX, Weingarten fue un relevante emplazamiento militar, en el cual recibió instrucción el famoso mariscal Erwin Rommel.
Durante los años del nacionalsocialismo, la ciudad de Weingarten fue anexada a la vecina y conurbada Ravensburg, pero finalizada la guerra volvió a ser independiente debido a la petición del vecindario por la fuerte rivalidad entre las dos ciudades vecinas.

## Abadía y Basílica
En la parte alta de la ciudad, se construyó una importante abadía con una basílica integrada.
La Basílica de San Martín y San Osvaldo de Weingarten es el mayor templo barroco al norte de los Alpes. Es una de las joyas barrocas alemanas y posee un gran órgano e importantes frescos en las paredes, techos y cúpulas.